# Périphérique Est de Rome
La rocade Est de Rome (italien : Tangenziale Est di Roma) est une voie rapide à l'intérieur de la ville de Rome, comprenant deux voies dans chaque direction, qui relie les rues autour de Porta Maggiore dans la zone orientale avec la zone nord (en particulier la zone de Le Forum Italico et le quartier Trionfale), traversant plusieurs zones urbaines importantes, diverses routes consulaires et le tronçon urbain de l'autoroute A24. Avec le Grande Raccordo Anulare, via Cristoforo Colombo et les postes consulaires, c'est une artère importante pour la viabilité de la capitale.
Bien que communément indiquée par des panneaux et des informations routières avec le toponyme de Tangenziale Est (périphérique Est), l'artère n'a jamais officiellement pris ce nom car c'est l'union logique de plusieurs tronçons de route, avec des toponymes et des temps de construction différents.

## Caractéristiques

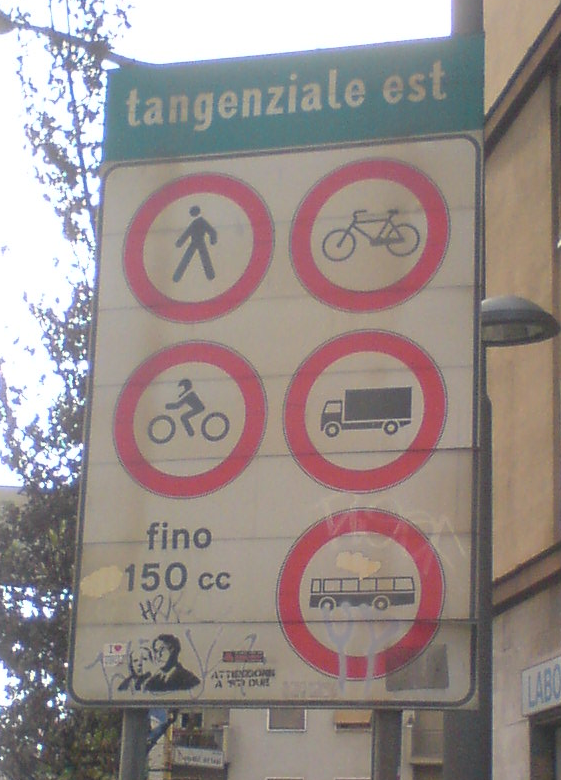
Panneau à l'entrée de la via Praenaestina, indiquant le nom de la rue sur fond vert normalement utilisé pour les panneaux d'autoroute.

Bien qu'il s'agisse de l'union de plusieurs routes dont les caractéristiques (largeur des chaussées, présence ou absence de voie de secours et limites de vitesse) varient selon le tronçon, le périphérique Est de Rome dans son ensemble est techniquement classé comme un flux routier urbain et administrativement en tant que route municipale ; il est interdit à certaines catégories de véhicules (véhicules non motorisés, cyclomoteurs et, dans certaines sections, motos ne dépassant pas 150 cm3, bus et véhicules de transport de marchandises d'une masse totale supérieure à 3,5 tonnes).

### Segmentation
L'itinéraire comprend six axes routiers partant du nord - ouest :
- Tunnel Giovanni XXIII, également appelé Passante a Nord Ovest, entièrement souterrain : l'ouvrage relie l'hôpital Gemelli et les quartiers adjacents au Foro Italico.
- Via del Foro Italico, également connue sous le nom de via Olimpica : relie le Foro Italico et la zone du pont Milvius avec la via Salaria.
- Circonvallazione Salaria : elle continue de la rue du même nom jusqu'à la via Nomentana le long du quartier africain.
- Périphérique Nomentana : emprunte la route consulaire du même nom et atteint la zone de la gare Roma Tiburtina, où se trouve un imposant carrefour qui permet l'intersection avec la via Tiburtina[2].
- Nuova Circonvallazione Interna : à l'intérieur de la section précédente, elle remplace l'ancienne route par un long tunnel entre la jonction de via della Battery Nomentana et la connexion avec l' autoroute A24.
- Périphérique Tiburtina : longe le cimetière de Verano (à la hauteur duquel se trouve la liaison avec l'A24) et, avec une section surélevée qui part de Largo Settimio Passamonti, passe au-dessus de la zone ferroviaire qui comprend le chantier de marchandises de San Lorenzo et le jonction ferroviaire pour la gare Termini, puis descendre sur la viale Castrense[1],[3],[4].

### Transit de nuit interdit
Pour protéger l'habitabilité des citoyens qui vivent dans les immeubles proches du périphérique dans certaines sections de celui-ci, l'interdiction de transit 7 jours sur 7 de 23 h à 6 h pour les véhicules privés a été confirmée jusqu'au 30/06/2017, véhicules dont la plaque d'immatriculation est reliée à un badge handicapé, véhicules Atac et Cotral, véhicules d'urgence, Azienda Municipale Ambiente, taxis et VTC.
Les nouveaux tunnels du nouveau périphérique interne qui sont situés, un dans chaque direction, entre l'A24 et Nomentana, peuvent être traversés sans aucune restriction, même la nuit. Par ailleurs, depuis décembre 2013, l'interdiction de nuit n'est plus en vigueur, le long de l'ancienne route de la Tangenziale, entre Nomentana et Tiburtina, dans les deux sens.
Les sections actuellement soumises à une fermeture de nuit dans les deux sens sont :
- de Largo Passamonti à la viale Castrense (y compris les accès de la via Prenestina et la viale Castrense)
- de Ponte delle Valli à la via Nomentana (sortie obligatoire à la viale Libia vers Passamonti et à Nomentana vers Foro Italico)

L'interdiction est gérée par des caméras fixes placées à :
- Viale Castrense (hauteur de la via Acireale)
- Via Prenestina (hauteur la via Colleoni)
- Largo Passamonti (hauteur de la viale dello Scalo di San Lorenzo et du périphérique Tiburtina)

### Parcours

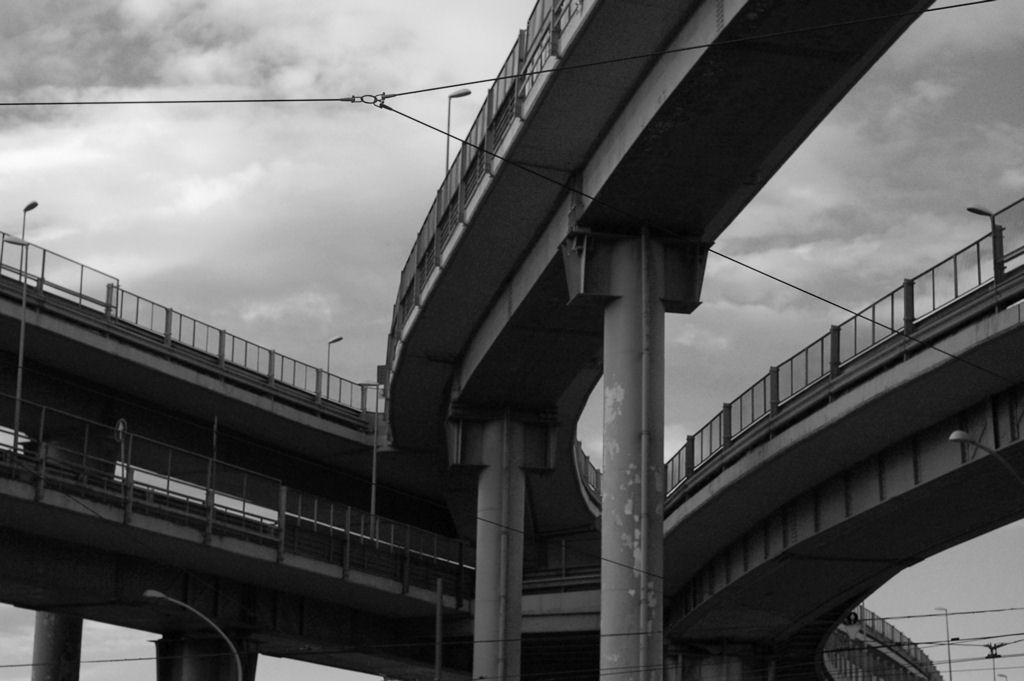
Jonction entre la via Praenaestina et la viale Castrense.

|  | Voie intérieure                                                                  | Voie extérieure                                                                   | ↓km↓ | ↑km↑ | Note |
|  | -------------------------------------------------------------------------------- | --------------------------------------------------------------------------------- | ---- | ---- | --- |
|  | Via della Pineta Sacchetti                                                       | Via della Pineta Sacchetti                                                        | 0    | 15   | |
|  | Viale Cortina d'Ampezzo Via Mario Fani Via Pieve di Cadore Via della Camilluccia | seulement intérieure                                                              | 0,3  | ***  | |
|  | seulement extérieure                                                             | Via Trionfale                                                                     | ***  | 14,3 | |
|  | Via Mario Fani                                                                   | Via Mario Fani Via Pieve di Cadore Viale Cortina d'Ampezzo Via della Camilluccia  | 1    | 13,3 | L'accès à la sortie sur la chaussée intérieure n'est autorisé qu'aux véhicules d'urgence.                    |
|  | Stadio Olimpico Ponte Milvio                                                     | seulement intérieure                                                              | 3    | ***  | |
|  | seulement extérieure                                                             | Stadio Olimpico Viale dello Stadio Olimpico Piazzale Clodio Piazzale degli Eroi   | ***  | 12   | |
|  | via Cassia via Flaminia Corso Francia                                            | via Cassia via Flaminia Corso Francia                                             | 4,1  | 10,9 | |
|  | via Flaminia viale di Tor di Quinto Ponte Milvio                                 | Via Flaminia Viale di Tor di Quinto Ponte Milvio                                  | 4,6  | 9,9  | |
|  | via dei Campi Sportivi Campi Sportivi (RmVt) Stadio Flaminio Parioli             | via dei Campi Sportivi Campi Sportivi (RmVt) Stadio Flaminio Parioli              | 5,6  | 9,3  | |
|  | Viale della Moschea Monte Antenne (RmVt)                                         | seulement intérieure                                                              | 6,2  | ***  | |
|  | via Salaria Grande Raccordo Anulare via dei Prati Fiscali                        | via Salaria Grande Raccordo Anulare via dei Prati Fiscali                         | 7    | 7,5  | |
|  | Piazza Vescovio Prato della Signora                                              | seulement intérieure                                                              | 7,5  | ***  | |
|  | Viale Libia Viale Somalia Corso Trieste                                          | Via delle Valli Conca d'Oro val Melaina                                           | 8,5  | 6,1  | Sortie obligatoire vers Passamonti de 23 h à 06 h pour le début du tronçon comprenant la fermeture de nuit   |
|  | Viale Etiopia Via delle Valli Via Nomentana                                      | Viale Etiopia Viale Libia Corso Trieste                                           | 9,1  | 5,8  | Section avec fermeture de nuit de 23 h à 06 h                                                                |
|  | Via Nomentana via Batteria Nomentana Monte Sacro (Ancienne route périphérique)   | Via Nomentana Monte Sacro                                                         | 9,3  | 5,5  | Sortie obligatoire vers Foro Italico de 23 h à 06 h pour le début du tronçon comprenant la fermeture de nuit |
|  | via dei Monti Tiburtini Hôpital Sandro Pertini                                   | via dei Monti Tiburtini Hôpital Sandro Pertini                                    | 10,2 | 4,4  | |
|  | via Tiburtina Gare de Rome-Tiburtina                                             | via Tiburtina Gare de Rome-Tiburtina Piazza Bologna (Ancienne route périphérique) | 11,7 | 2,5  | |
|  | L'Aquila - Teramo Grande Raccordo Anulare                                        | L'Aquila - Teramo Grande Raccordo Anulare                                         | 12,5 | 2,1  | |
|  | Largo Settimio Passamonti Porta Maggiore                                         | Piazzale del Verano                                                               | 13,5 | 1,2  | Sortie obligatoire vers Passamonti de 23 h à 06 h pour le début du tronçon comprenant la fermeture de nuit   |
|  | via Prenestina                                                                   | via Casilina                                                                      | 14,5 | 0,3  | Section avec fermeture de nuit de 23 h à 06 h                                                                |
|  | Viale Castrense Piazza Lodi                                                      | Viale Castrense Piazza Lodi                                                       | 15   | 0    | Section avec fermeture de nuit de 23 h à 06 h                                                                |

## Travaux de démolition
Le 5 août 2019, les travaux de démolition d'environ 500 mètres de la section surélevée du périphérique Est, en face de la gare Tiburtina ont débuté. Le projet de démolition de la Tangenziale Est, dans le tronçon faisant l'objet de l'intervention, date de 2000 lorsqu'il a été approuvé dans le cadre du plan de la gare de Tiburtina avec un accord de programme. L'intervention comprend douze phases de construction et un coût de 7,6 millions d'euros. Au cours de la phase préliminaire, les matériaux qui composent la structure de la dérivation ont été prélevés et analysés. Par la suite, la démolition des pylônes et de la section surélevée du périphérique Nomentana a commencé. Les délais d'exécution prévus sont de 450 jours. Une fois les rampes d'accès fermées le 5 août, il est désormais possible de parcourir le tronçon restant de la Tangenziale vers San Giovanni ou Stadio Olimpico à travers les coplanaires latéraux et la Circonvallazione interne.